# Cá giáp đầu
Cá giáp đầu (danh pháp khoa học: Cephalaspidomorphi) là một đơn vị phân loại trong nhóm cá không hàm (Agnatha), một nhóm chứa cá giáp xương (Osteostraci). Phần lớn các loài trong nhóm này đã tuyệt chủng; tuy nhiên, nó thu hút sự quan tâm của các nhà sinh học ngày nay do nó có thể chứa cả các loài cá mút đá. Nếu điều này là đúng thì cá mút đá đã trải rộng khoảng đã biết của nhóm từ thời kỳ Silur và Devon tới ngày nay.

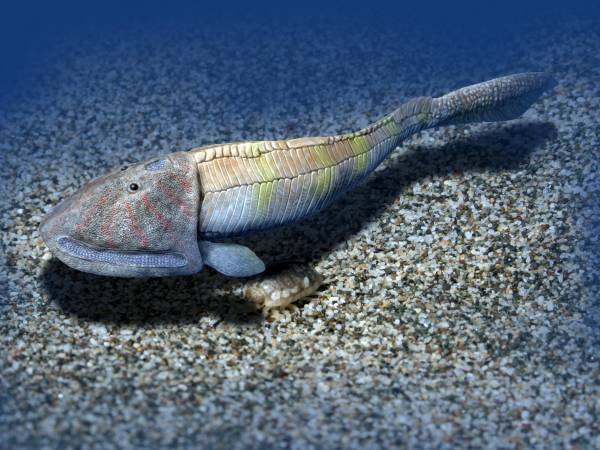
Sự tái tạo của Hemicyclaspis

## Phân loại
Trong thập niên 1920, các nhà sinh học Kiaer và Stensiö lần đầu tiên công nhận Cephalaspidomorphi như là nhóm bao gồm cá giáp xương, cá không giáp (Anaspida) và cá mút đá, do tất cả ba nhóm này đều chia sẻ một "lỗ mũi" trên lưng, ngày nay được biết đến như là lỗ khứu giác (lỗ não thùy-mũi).
Kể từ đó, các ý kiến về các mối quan hệ giữa các động vật không hàm là bất đồng. Phần lớn các tác giả coi Agnatha như là một nhóm cận ngành, từ đó đã phát sinh nhóm động vật có quai hàm (Gnathostomata). Do các đặc trưng chia sẻ như các cặp vây, nên nguồn gốc của động vật có quai hàm có thể nằm trong nhóm Cephalaspidomorphi. Một số các nhà sinh học đã không còn sử dụng tên gọi Cephalaspidomorphi do các mối quan hệ giữa Osteostraci và Anaspida là không rõ ràng, và các mối quan hệ thân thuộc của cá mút đá cũng bị thử thách. Những nhà sinh học khác thì chỉ hạn chế việc sử dụng thuật ngữ Cephalaspidomorphi như là nhóm chỉ bao gồm các phân nhóm có quan hệ rõ ràng với Osteostraci, chẳng hạn cá giáp mũ (Galeaspida hay cá khiên hình giày) và cá giáp Pituri (Pituriaspida), là các nhóm mà trong thập niên 1920 người ta hầu như không biết đến.

## Cá mút đá
Nhiều công trình tham khảo vẫn còn coi Cephalaspidomorphi như là một lớp theo kiểu phân loại như của Linnaeus, mà đại diện còn sinh tồn duy nhất của chúng là các loài cá mút đá.

## Hình ảnh

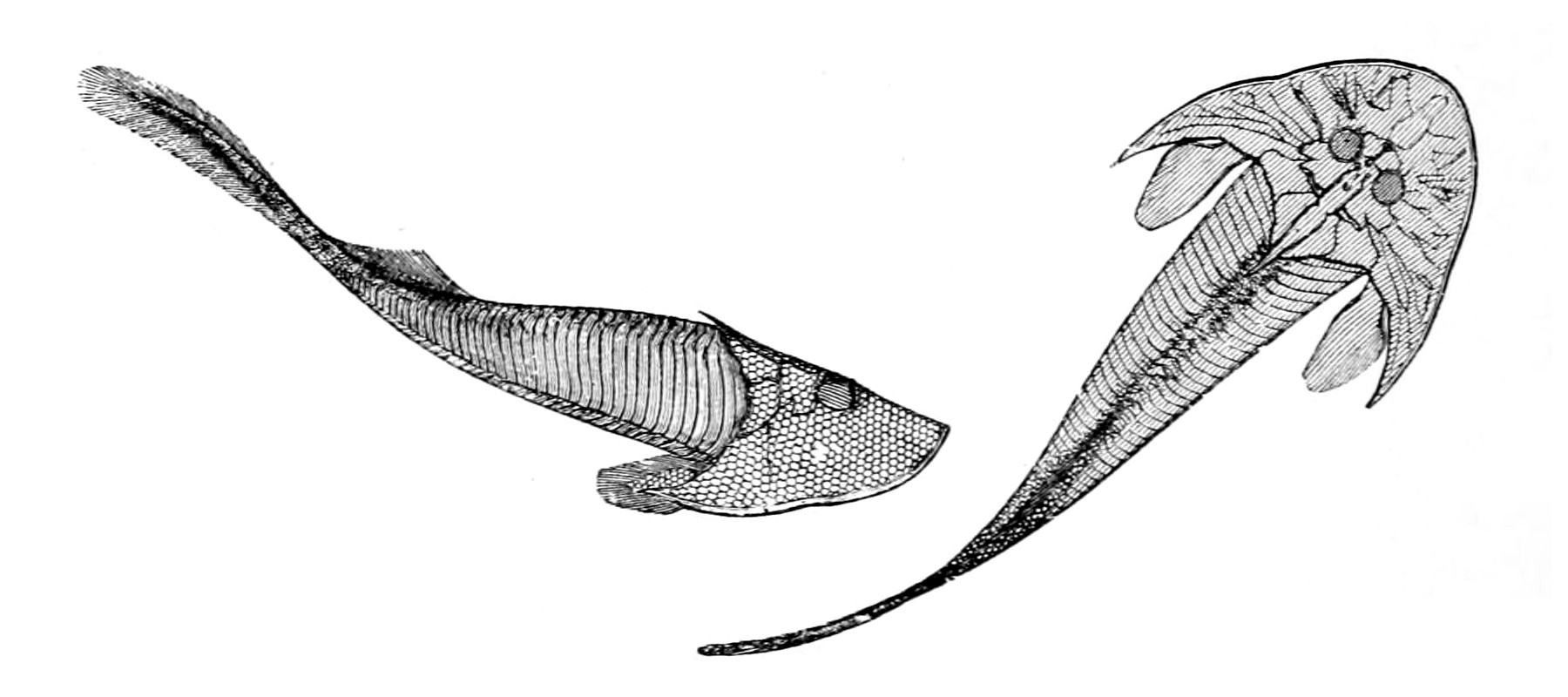
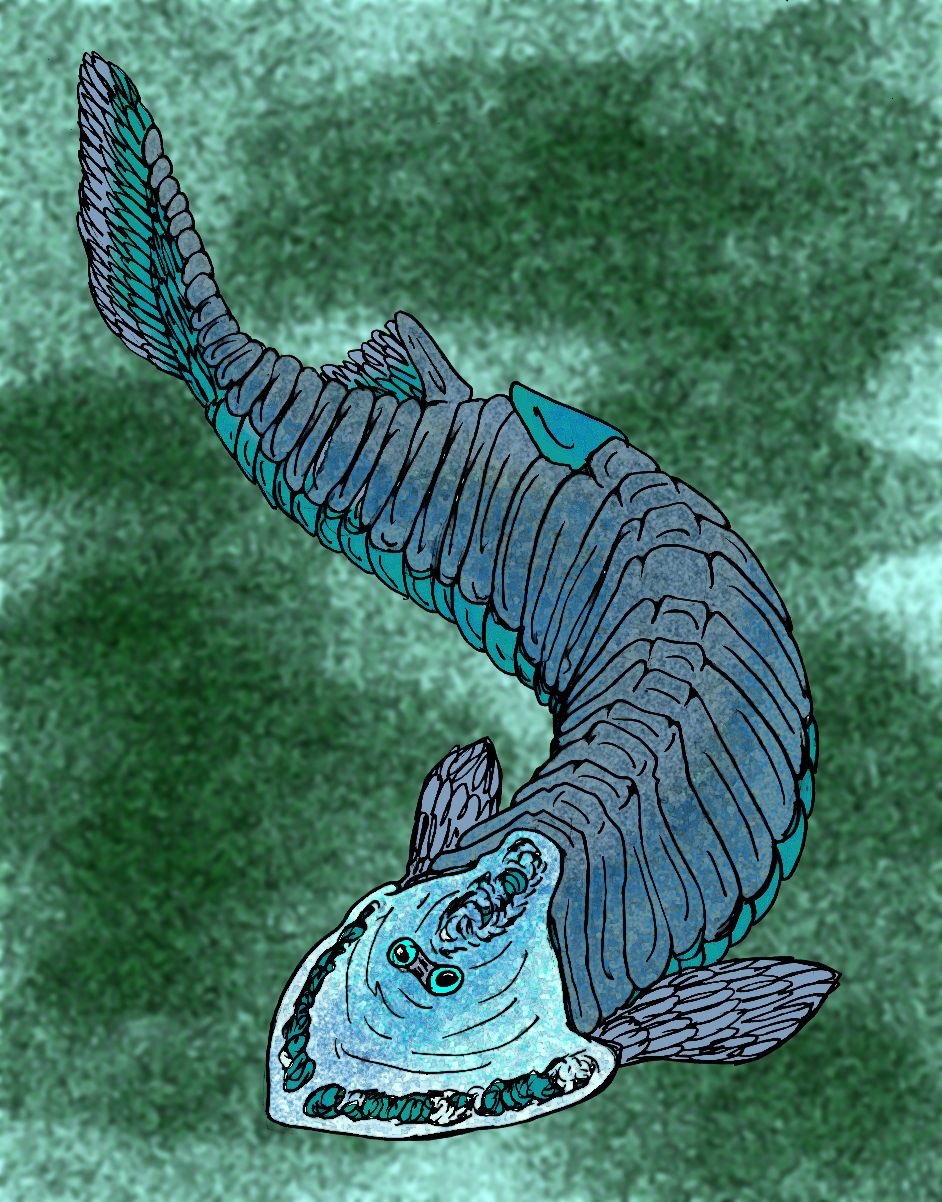
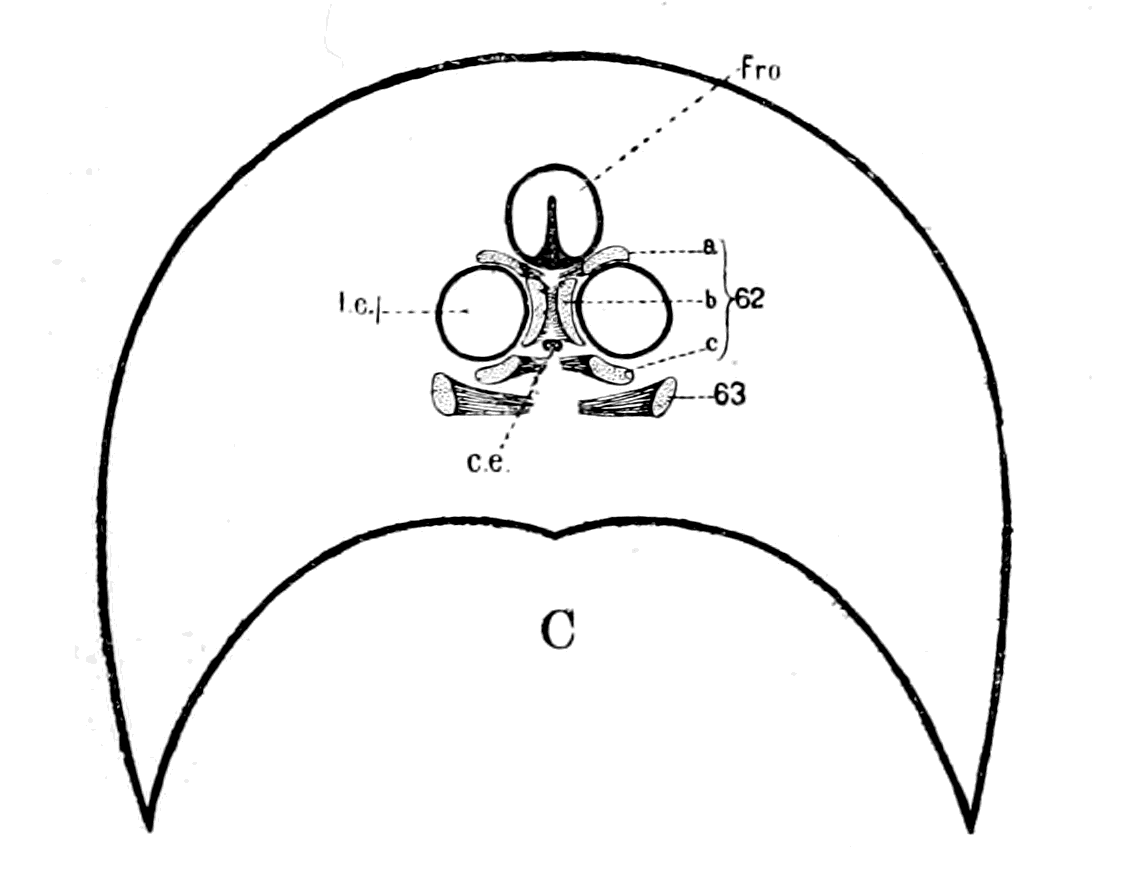
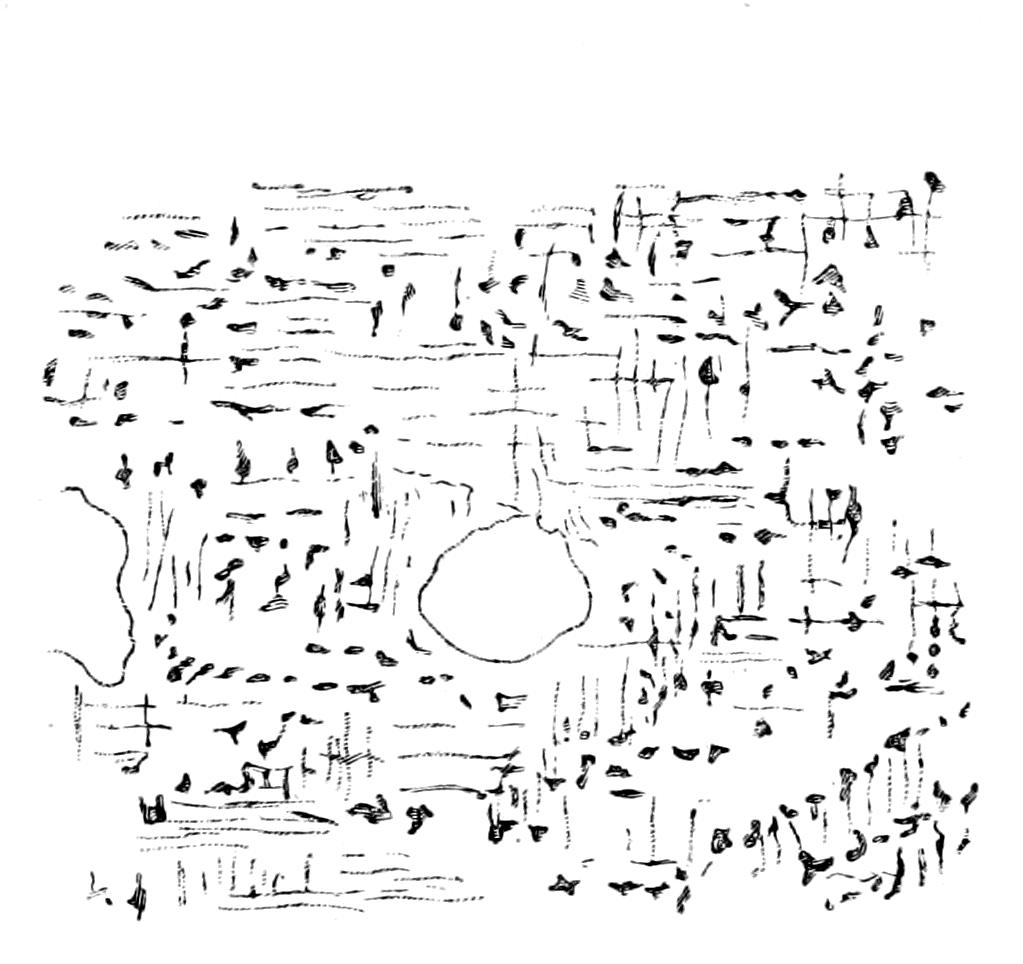